# D’Marco Jackson
D’Marco Carnelius Jackson (* 20. Juli 1998 in Spartanburg, South Carolina) ist ein US-amerikanischer American-Football-Spieler auf der Position des Linebackers. Er steht derzeit bei den New Orleans Saints in der National Football League (NFL) unter Vertrag.

## Frühes Leben
Jackson wuchs in Spartanburg, South Carolina, auf und besuchte die Broome High School. In seiner Abschlussklasse war Jackson Finalist für den Mr. Football Award in South Carolina. In seiner Abschlussklasse verzeichnete Jackson 78 Tackles, 16 Tackles für Raumverlust und einen Sack. Er wurde als Zwei-Sterne-Rekrut eingestuft und war der 61. beste Spieler in South Carolina laut 247Sports.com. Jackson entschied sich, an der Appalachian State University zu spielen und lehnte Angebote von Charlotte und Georgia Southern ab.

## College-Karriere
Nach einem Redshirt-Jahr lief Jackson in seiner Freshman-Saison in 13 Spielen auf, in denen er 25 Tackles und zwei Tackles für Raumverlust verzeichnete. In der folgenden Saison hatte Jackson 60 Tackles und drei Sacks. In seiner Junior-Saison erzielte er 87 Tackles, 2,5 Sacks und zwei Interceptions und wurde in das zweite Team All-Sun Belt Conference berufen. Beide Interceptions erzielte er bei einem 45:17-Sieg über Arkansas State. Jackson spielte in allen 14 Spielen seiner Abschluss-Saison und erzielte eine Karrierebestleistung von 119 Tackles und sechs Sacks sowie einen erzwungenen Fumble. Jackson wurde in das erste Team All-Sun Belt berufen und erhielt den Titel des Sun Belt Defensive Player of the Year. Jackson spielte in 53 Spielen für die Mountaineers, in denen das Team eine Bilanz von 43:10 aufstellte.

## Professionelle Karriere
Jackson wurde von den New Orleans Saints in der fünften Runde (161. gesamt) des NFL Draft 2022 ausgewählt. Er wurde am 9. August 2022 auf die Injured Reserve List gesetzt.

## Persönliches Leben
Jackson ist der Vetter des ehemaligen NFL-Runningbacks Maurice Morris.